# Gothic (album)
Gothic er det andet fuld-længde album fra det britiske heavy metal-band Paradise Lost.